# تشارلز بارسونز (عسكري)
تشارلز بارسونز (بالإنجليزية: Charles Parsons) هو عسكري جنوب أفريقي، ولد في 9 مايو 1855 في Shaldon ‏ في المملكة المتحدة، وتوفي في 25 يونيو 1923 في لندن في المملكة المتحدة.

## أوسمة
- ميدالية مصر